# Ландцерт, Фёдор Павлович
Фёдор Павлович (Теодор-Бернхард) Ландцерт (в изданиях Брокгауза и Ефрона (ЭСБЕ, МЭСБЕ и НЭС) описывается как Федор Петрович; 1833—1889) — русский анатом и педагог, доктор медицины; профессор Императорской медико-хирургической академии (позднее Императорская военно-медицинская академия); действительный статский советник.

## Биография
Фёдор Ландцерт родился 28 марта (9 апреля) 1833 года в местечке Белоостров Санкт-Петербургской губернии в семье местного лютеранского пастора. Окончив в 1850 году курс в Петропавловском училище, поступил в Военно-Медицинскую академию, где, сблизившись с профессором Грубером, с особенной любовью занялся анатомией; ещё будучи студентом третьего курса ВМА, демонстрировал анатомические препараты трудно изучаемых частей тела и преподавал анатомию учителям гимнастики в гимнастическом заведении де Роона.
Успешно окончив курс в Академии в 1855 году, Ф. П. Ландцерт начал свою врачебную деятельность в рижском военном госпитале в Брасе; в 1860 году был приглашён читать лекции по анатомии студентам I и II курсов ИМХА вместо умершего Н. А. Нарановича.
В 1862 году Фёдор Павлович Ландцерт защитил диссертацию на степень доктора медицины «О лечении аневризма прижиганием»; в 1868 году он был избран профессором, в 1873 году учёным секретарём Академии.
С 1860 года Ландцерт читал лекции по описательной анатомии на открывшихся в том же году женских курсах при Мариинской гимназии; был лектором анатомии, физиологии и гигиены на Фребелевских курсах.
С 1878 года Ф. П. Ландцерт читал анатомию в училище для фельдшериц при Рождественской больнице; был профессором анатомии и ученым секретарём Высших женских медицинских курсов. Также преподавал в Императорской Академии художеств.
Из его учёных работ наиболее известен «Курс нормальной анатомии человека» в четырёх частях с рисунками, отлично выполненными самим автором.
29 февраля 1868 года он был произведён в статские советники, а 30 августа 1878 года — в действительные статские советники. Был награждён орденами Святого Станислава 1-й степени (1881), Святого Владимира 3-й степени (1875), Святой Анны 2-й степени (1870), и императорской короной к последнему (1872). Также имел медаль «В память войны 1853—1856».
Фёдор Павлович Ландцерт скончался у себя на родине 29 сентября 1889 года и был похоронен на Волковском лютеранское кладбище.
Был женат с 1859 года на Вере-Марии (урожденной Фрост); из детей известна лишь дочь, Александра (Алина-Мария) Фёдоровна Ландцерт.